# Acrobrycon
Acrobrycon es un género de peces de la familia Characidae en el orden de los Characiformes.

## Especies
Hay 3 especies en este género:
- Acrobrycon ipanquianus (Cope, 1877)
- Acrobrycon starnesi
- Acrobrycon ortii